# Batrachocephalus
Batrachocephalus is een monotypisch geslacht van straalvinnige vissen uit de familie van christusvissen (Ariidae).

## Soort
- Batrachocephalus mino (Hamilton, 1822)